# NGC 1090
NGC 1090 је спирална галаксија у сазвежђу Кит која се налази на NGC листи објеката дубоког неба.
Деклинација објекта је - 0° 14' 52" а ректасцензија 2h 46m 34,0s. Привидна величина (магнитуда) објекта NGC 1090 износи 11,8 а фотографска магнитуда 12,6. Налази се на удаљености од 32,365 милиона парсека од Сунца. NGC 1090 је још познат и под ознакама UGC 2247, MCG 0-8-11, CGCG 389-11, IRAS 02440-0027, PGC 10507.